# 哈内尔斯多夫
哈内尔斯多夫是奥地利布尔根兰州上瓦特县的一个市镇。总面积17.11平方公里，总人口850人，人口密度49.7人/平方公里（2001年）。